# Leichtathletik-Weltmeisterschaften 2015/Teilnehmer (Ungarn)
| Gelbes Symbol für Goldmedaillen mit stilisierten Olympischen Ringen | Graues Symbol für Silbermedaillen mit stilisierten Olympischen Ringen | Braundes Symbol für Bronzemedaillen mit stilisierten Olympischen Ringen |
| ------------------------------------------------------------------- | --------------------------------------------------------------------- | ----------------------------------------------------------------------- |
| —                                                                   | —                                                                     | —                                                                       |

Der Leichtathletikverband Ungarns nominierte zwölf Athleten für die Leichtathletik-Weltmeisterschaften 2015 in der chinesischen Hauptstadt Peking.

## Ergebnisse

### Männer

#### Laufdisziplinen
| Athlet      | Disziplin    | Vorlauf | Vorlauf | Halbfinale | Halbfinale | Finale             | Finale             |
| Athlet      | Disziplin    | Zeit    | Platz   | Zeit       | Platz      | Zeit               | Platz              |
| ----------- | ------------ | ------- | ------- | ---------- | ---------- | ------------------ | ------------------ |
| Balázs Baji | 110 m Hürden | 13,45 s | 17      | 13,51 s    | 19         | nicht qualifiziert | nicht qualifiziert |

#### Sprung/Wurf
| Athletin       | Disziplin  | Qualifikation | Qualifikation | Finale             | Finale             |
| Athletin       | Disziplin  | Weite/Höhe    | Platz         | Weite/Höhe         | Platz              |
| -------------- | ---------- | ------------- | ------------- | ------------------ | ------------------ |
| Zoltán Kővágó  | Diskuswurf | 61,37 m       | 18            | nicht qualifiziert | nicht qualifiziert |
| Bence Pásztor  | Hammerwurf | 71,14 m       | 28            | nicht qualifiziert | nicht qualifiziert |
| Krisztián Pars | Hammerwurf | 75,37 m       | 9             | 77,32 m            | 4                  |
| Ákos Hudi      | Hammerwurf | 71,15 m       | 27            | nicht qualifiziert | nicht qualifiziert |

### Frauen

#### Laufdisziplinen
| Athlet            | Disziplin   | Vorlauf | Vorlauf | Halbfinale | Halbfinale | Finale      | Finale |
| Athlet            | Disziplin   | Zeit    | Platz   | Zeit       | Platz      | Zeit        | Platz  |
| ----------------- | ----------- | ------- | ------- | ---------- | ---------- | ----------- | ------ |
| Viktória Madarász | 20 km Gehen |         |         |            |            | 1:32,01 min | 15     |

#### Sprung/Wurf
| Athletin      | Disziplin   | Qualifikation | Qualifikation | Finale             | Finale             |
| Athletin      | Disziplin   | Weite/Höhe    | Platz         | Weite/Höhe         | Platz              |
| ------------- | ----------- | ------------- | ------------- | ------------------ | ------------------ |
| Barbara Szabó | Hochsprung  | 1,80 m        | 26            | nicht qualifiziert | nicht qualifiziert |
| Anita Márton  | Kugelstoßen | 18,85 m       | 4             | 19,48 m NR         | 4                  |
| Éva Orbán     | Hammerwurf  | 64,57 m       | 28            | nicht qualifiziert | nicht qualifiziert |
| Réka Gyurátz  | Hammerwurf  | 68,26 m       | 19            | nicht qualifiziert | nicht qualifiziert |

#### Siebenkampf
| Athletin                 | Disziplin | 100 m Hürden | Hochsprung | Kugelstoßen | 200 m       | Weitsprung | Speerwurf  | 800 m          | Punkte  | Platz |
| ------------------------ | --------- | ------------ | ---------- | ----------- | ----------- | ---------- | ---------- | -------------- | ------- | ----- |
| Xénia Krizsán            | Ergebnis  | 13,70 s      | 1,80 m SB  | 14,12 m     | 25,27 s     | 6,16 m     | 49,17 m    | 2:13,36 min    | 6322 PB | 9     |
| Xénia Krizsán            | Punkte    | 1021         | 978        | 802         | 862         | 899        | 844        | 916            | 6322 PB | 9     |
| Györgyi Zsivoczky-Farkas | Ergebnis  | 13,84 s PB   | 1,86 m PB= | 14,13 m     | 25,43 s PB= | 6,29 m     | 49,30 m SB | 2:14,71 min SB | 6389 PB | 6     |
| Györgyi Zsivoczky-Farkas | Punkte    | 1000         | 1054       | 803         | 848         | 940        | 847        | 897            | 6389 PB | 6     |